# Auslaufbauwerk

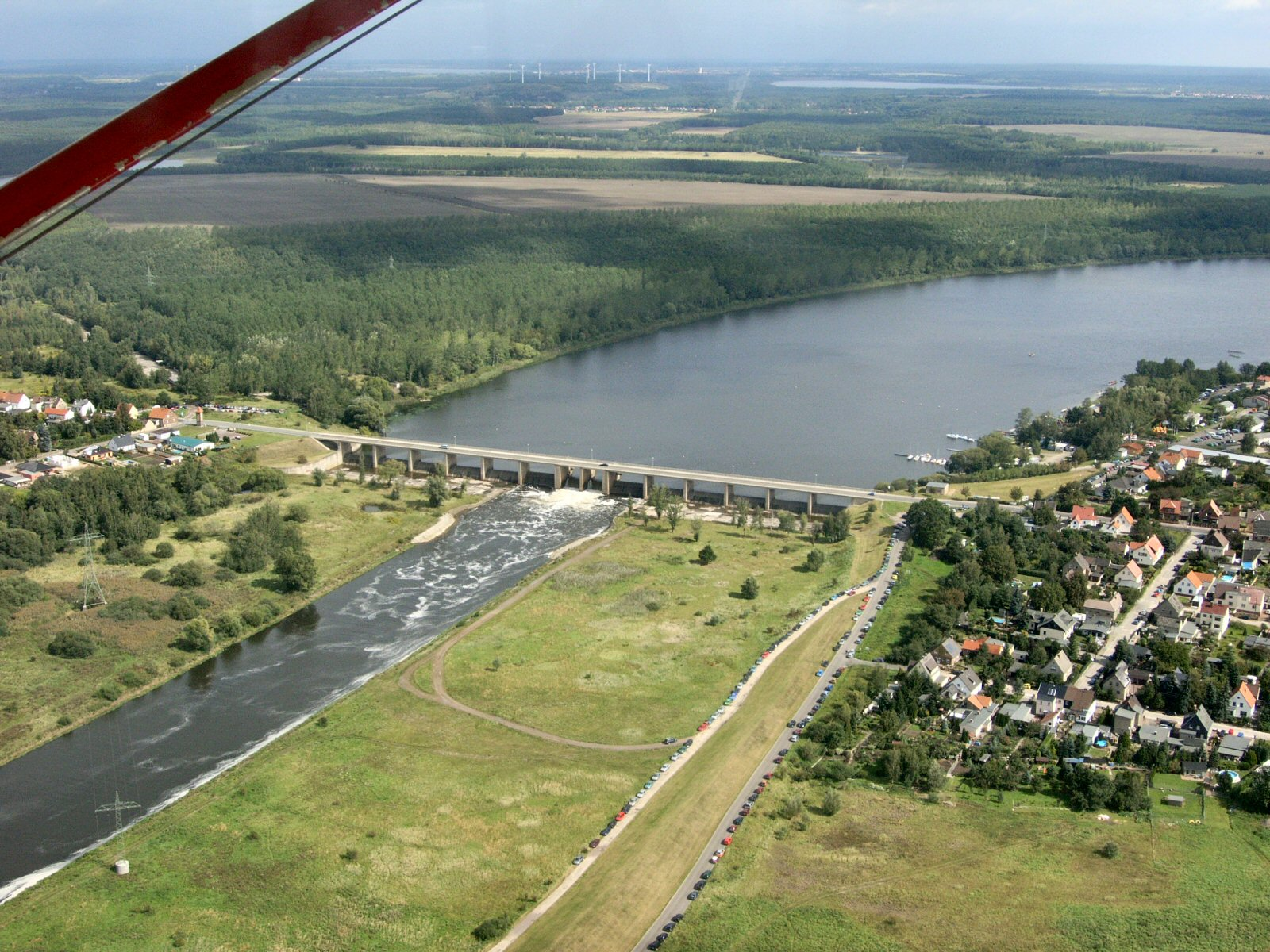
Muldestausee, Auslaufbauwerk

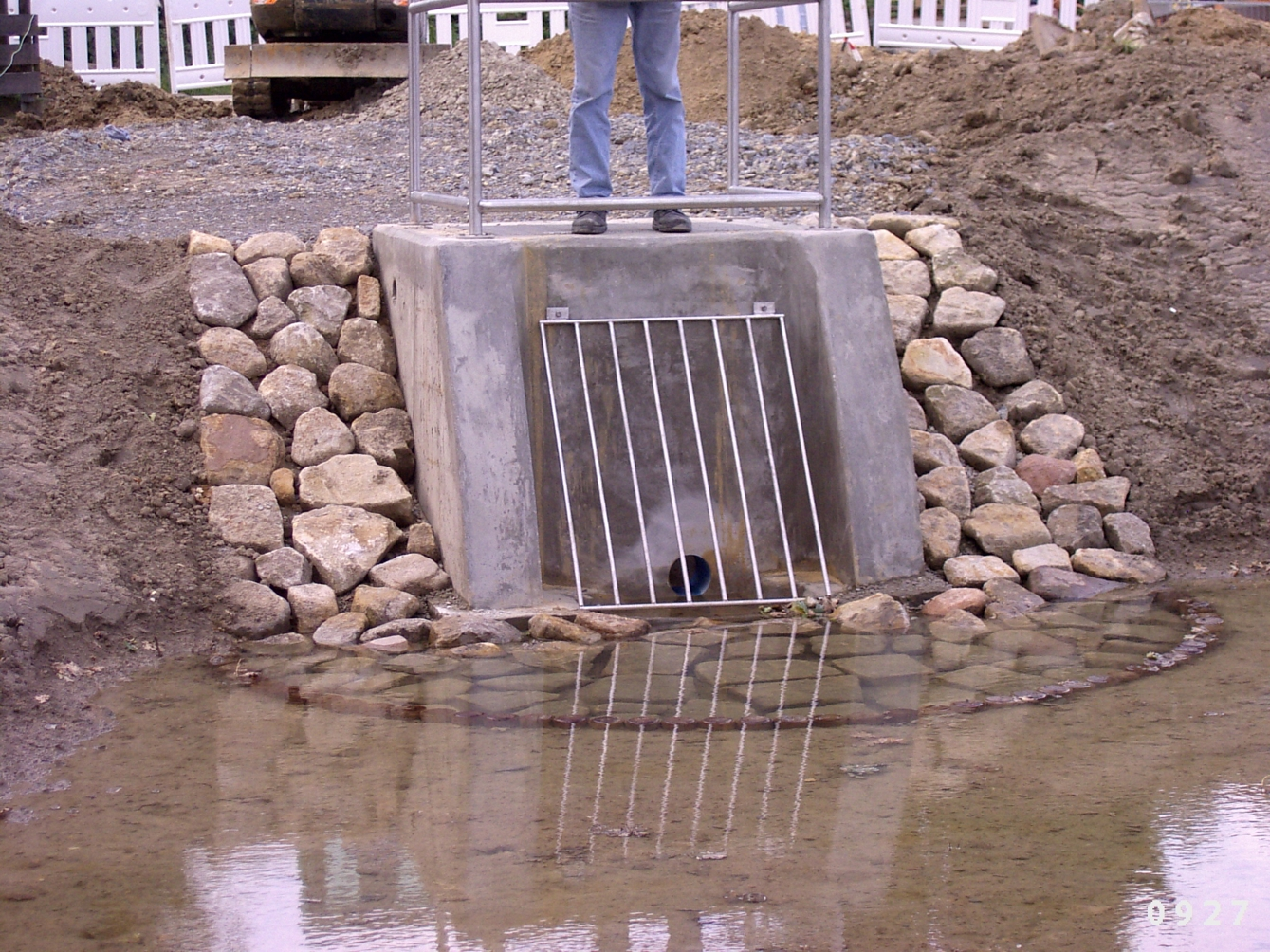
Auslaufbauwerk mit Schutzgitter und Geländer

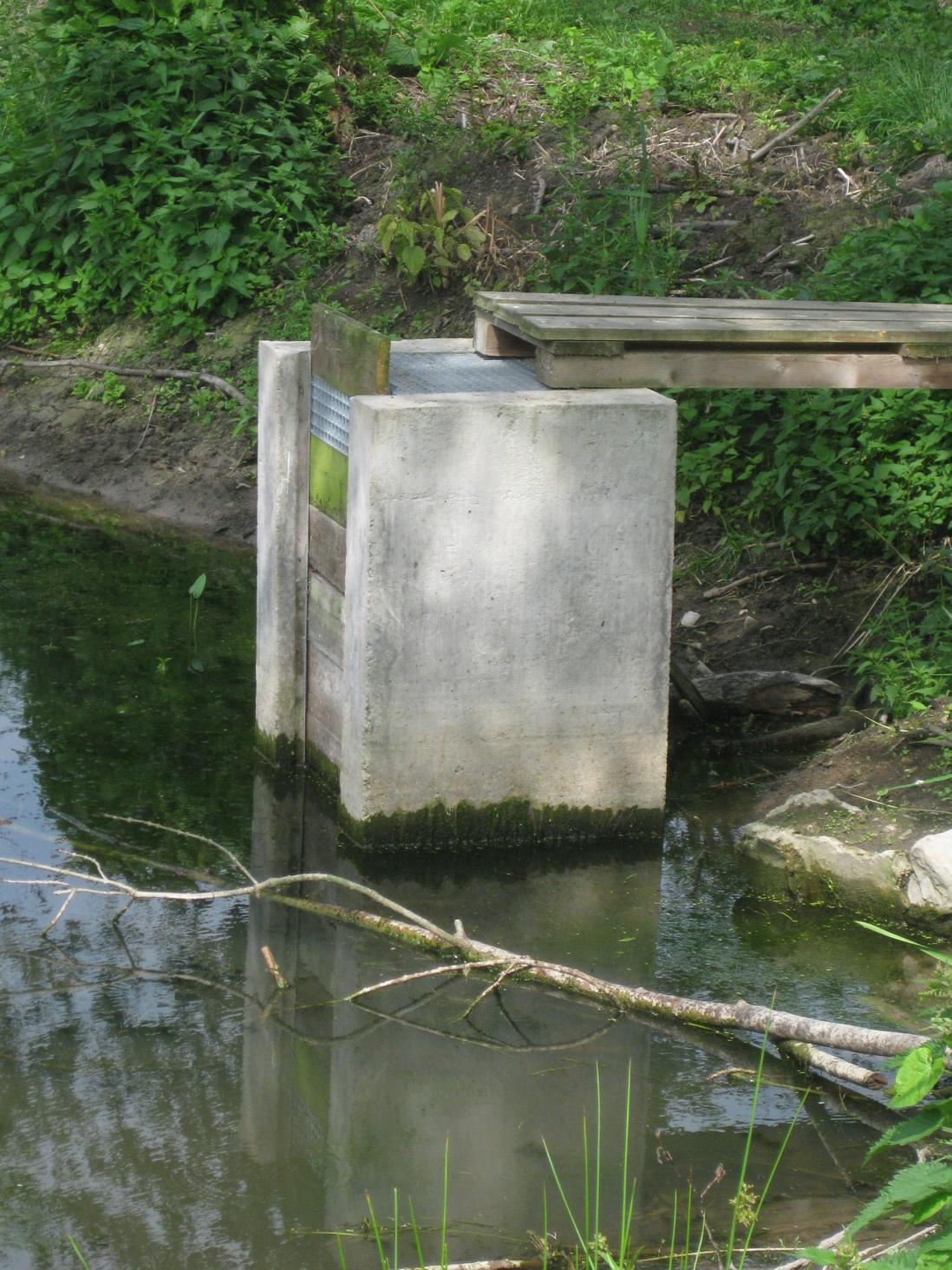
Teichmönch mit Steg

Ein Auslaufbauwerk bezeichnet in der Abwassertechnik eine technische Einrichtung, aus der Wasser in eine Vorflut (Fluss oder Bach) strömt. Das Gegenstück dazu ist das Einlaufbauwerk, das zur Entnahme von Wassermengen dient. Beide werden gewöhnlich aus Stahlbeton hergestellt.
Auslaufbauwerke werden in der Regel an Poldern sowie an Flüssen, Bächen, Stauseen, Wasserkraftwerken und Talsperren in Fließrichtung des speisenden Flusses verbaut. Als Kanalauslauf wird der Ablauf der Wassermenge und Fließgeschwindigkeit teilweise gedrosselt oder reguliert, oder ungedrosselt in ein Tosbecken abgegeben. Im Hochwasserschutz wird an das Auslaufbauwerk eine Rückstauklappe installiert. Um Unfälle und Personenschäden zu vermeiden, werden Gitter installiert.
Die Größe der Auslaufbauwerke variieren, die an Talsperren verbauten sind die größten. Beim Garten- oder Fischteich wird der Auslauf dagegen Mönch genannt, aus dem das Wasser unten abfließt.
Beispiele für Auslaufbauwerke in Deutschland findet man am Geiseltalsee, der Thülsfelder Talsperre, dem Weserkraftwerk Bremen oder am Muldestausee.

## Normen und Standards
- DIN 4045:2016-11 Abwassertechnik – Grundbegriffe
- DWA-A 157 - BAUWERKE DER KANALISATION (12/2020)
- DVGW W 358:2005-09 Leitungsschächte und Auslaufbauwerke